# سلونة الطيثاريات
سلونة الطيثاريات حشرة صغيرة من السلونيات دقيقة الجسم مستطيلة الأشرة. طولها يراوح من ١ إلى ٢ مم. تتطفل على مكن الطيثاريات وتقضي عليها.
الطيثارية أو الطيثاريات أو الذباب البجعي (الاسم العلمي: Tipulidae) هي فصيلة من الحشرات تتبع رتبة ذوات الجناحين من طائفة الحشرات. يتميَّز الذباب البجعي البالغ بنحافته وأرجله الطويلة؛ حيث قد يتراوح طول أرجله ما بين 2–60 مليمتر (0.079–2.4 إنش)، في حين يصل طول أرجل الأنواع التي تعيش في مناخٍ استوائيٍ إلى 001 مليمتر أو 9.3 بوصات.
في المملكة المتحدة وجزيرة أيرلندا ونيوفاوندلاند ونوفا سكوشا يُعرف هذا الذباب باسم الحشرة ذات الأرجل «القوائم» الطويلة، كما يُطلق هذا الاسم أيضًا على حيوانين آخرين غير متصلين من مفصليات الأرجل وهما: الحيوان المنتمي لفصيلة العنكبيات والمعروف باسم أوبليون (الذي يكثر وجوده في الولايات المتحدة وكندا) وقبو العنكبوت الذي يُعرف باسم فولسيداي (والذي يكثر وجوده في أستراليا). تُعرف يرقة الذباب البجعي الأوروبي باسم ذات السترة الجلدية. وقد تتسبب هذه اليرقات في تلف المُروج حيث تتغذى على جذور النباتات العشبية. ويُطلق على هذا الذباب أحيانًا في ولاية أوريغون اسم الذباب الزاحف المجنح.
كما شاع إطلاق العديد من الأسماء الأخرى على الذباب البجعي والتي يُعد معظمها محليًا ومن بينها صقر البعوض وآكلات البعوض (أو آكلات الناموس) والبعوض الذئبي والفلنيرية وبعوض جوليووبر.
وتم تشريح أكثر من 4250 نوعًا من أنواع الذباب البجعي قام بتشريح معظمها (75%) اختصاصي الحشرات تشارلز بول ألكسندر.

## بنية الذباب
[عدل]

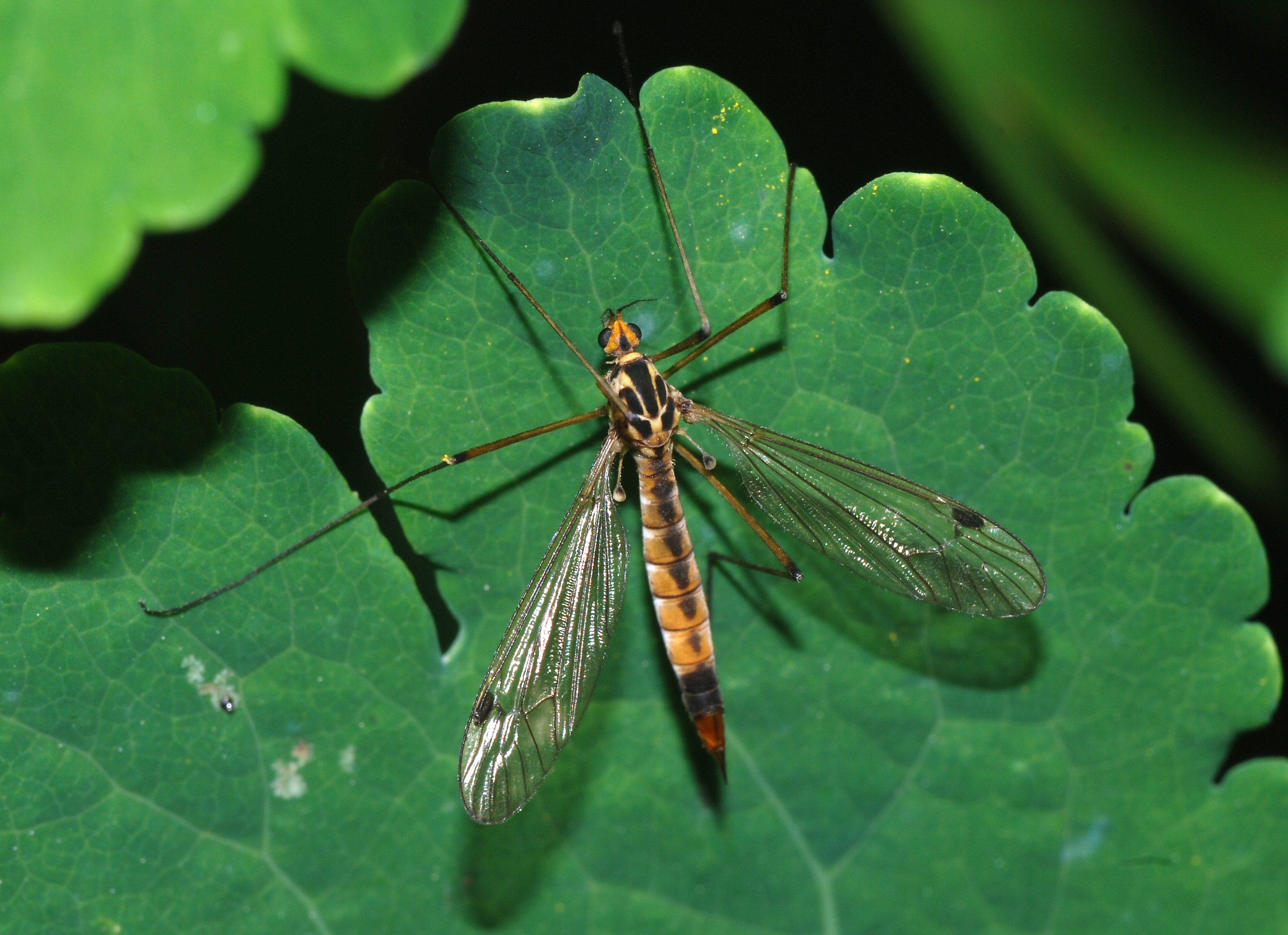
"نفروتوما" (ذبابة رافعة مرقطة)

يتمتع الذباب البجعي بأرجلٍ طويلةٍ جدًا وبطنٍ طويلةٍ نحيفة، كما تظل أجنحتها ساكنةً أثناء فترة راحتها مما يسهل رؤية الأنقال الطويلة. يختلف الذباب البجعي عن غيره من ذوات الجناحين في كونه ضعيفًا وهزيلاً ويميل أثناء طيرانه إلى «التقلقل» بطريقةٍ غير متوقعة، كما يمكن صيده دون بذل الكثير من الجهد. يتراوح حجم أنواع الذباب البجعي التي تعيش في مناخ معتدل ما بين 2 إلى 60 مليمتر (0.079 إلى 2.4 إنش)، في حين يزيد حجم الأنواع التي تعيش في مناخٍ استوائي عن 100 مليمتر (3.9 إنش). وقد يصل حجم الذبابة البجعية الضخمة الهولوروسيا الياقوتية التي تعيش في غرب الولايات المتحدة إلى 38 مليمتر. كما يبلغ حجم بعض أنواع الطيثارة 64 مليمتر. ويتساوى حجم معظم أنواع الذباب البجعي الصغيرة مع حجم البعوضة، وبرغم ذلك يمكن تمييز الذباب البجعي عن البعوضيات من خلال قفصه الصدري الذي يأخذ شكل حرف الـV وأجزاء فمه غير الثاقبة وعدم وجود قشور على أوردة جناحيه. تحتوي بطون الإناث على البيض مما يجعلها تبدو منتفخة مقارنةً ببطون الذكور. كما يوجد أيضًا في نهاية بطون الإناث حامل بيض مدبَّب يُشبه إلى حدٍ ما الإبرة ولكنه غير مؤذٍ أبدًا. تقع أجزاء فم بعض الذباب البجعي البالغ في نهاية وجهها الطويل حيث يُطلق عليها غالبًا اسم الخطم أو المنقار القصير. تتمتع اليرقات بحافظة رأس مميَّزة، كما تحتوي قطاعات بطونهم على نتوءاتٍ طويلةٍ سمينةٍ تحيط بـ الفوهة التنفسية الخلفية (تُشبه إلى حدٍ كبيرٍ مجسات الاستشعار).

## البيئة
[عدل]
برغم بلوغ الذباب البجعي كما يظهر خلال ما يُطلق عليه من أسماءٍ عديدةٍ إلا أنه لا يفترس البعوضيات ولا يلدغ الإنسان. تتميَّز بعض يرقات الذباب البجعي بكونها مفترسة حيث تلتهم يرقات البعوض من حينٍ لآخر. إما أن يتغذى الذباب البجعي البالغ على الرحيق أو لا يتغذى على الإطلاق، حيث إن معظم أنواع هذا الذباب عندما تصل إلى مرحلة البلوغ تستقر عندها فقط لتتزاوج ثم تموت. يُطلق على بعض يرقات الذباب البجعي اسم «ذوات السترة الجلدية» أو «السلاحف الجلدية الظهر» أو «البق الجلدي الظهر» أو «البزَّاق الجلدي السترة» نظرًا لطريقة حركتها والتهامها لجذور النباتات (مثل جذور النباتات العشبية) وغيرها من الكساء الخضري مما يؤدي في بعض الأحيان إلى تلف المروج. تُعتبر حشرة الذباب البجعي آفة زراعية في بعض المناطق. في عام 1935 تأثر ملعب لورد للكريكت الذي يقع في لندن بذوات السترة الجلدية: تولى الموظفون الأرضيون جمع وحرق عدة آلالاف من ذوات السترة الجلدية لأنها أحدثت بقعًا واضحةً على الوكت وظلت الرمية تدور بشكلٍ غير مألوف معظم أيام الموسم.
تم تشريح يرقات أقل من 2% من أنواع الذباب البجعي، حيث تم التوصل إلى أن معظمها يفضل العيش في بيئةٍ رطبةٍ وأن بعض ذوات السترة الجلدية تعيش في الماء.